# À la maison (Shirley Jackson)
Ne doit pas être confondu avec À la maison, nouvelle de l'écrivain russe Anton Tchekhov.
À la maison (titre original : Home) est une nouvelle fantastique de Shirley Jackson, parue pour la première fois dans le magazine féminin Ladies' Home Journal en août 1965, puis republiée par Penguin Books dans le recueil posthume Dark Tales en 2016, traduit trois ans plus tard en français sous le titre La Loterie et autres contes noirs,.
La nouvelle raconte l'histoire d'Ethel Sloan, une jeune femme venant d'emménager avec son mari dans une petite ville de campagne et essayant tant bien que mal de s'intégrer.

## Résumé
Ethel Sloane, épouse de Jim Sloane, vient d'emménager avec son mari dans une petite ville à la campagne : ils ont racheté la « vieille maison des Sanderson » qui se trouve sur la colline et qui n'est joignable que par une petite route peu sécurisée.
En une seule journée, Ethel Sloane a déjà rencontré tous les habitants, et veut tout faire pour rapidement s'intégrer et être acceptée parmi les locaux. Légèrement imbue d'elle-même et persuadée qu'en une seule journée elle a déjà fait gagner plus d'argent aux commerçants qu'en une année entière, elle se rend à la quincaillerie par une matinée pluvieuse, à la recherche d'un plombier. Faisant bien attention aux mots qu'elle emploie, prête à faire tous les efforts possibles pour ne pas contrarier la population locale, Mrs Sloane se montre polie, quoique trop sûre d'elle-même. L'employé de la quincaillerie, étonné qu'elle soit descendue par la route des Sanderson avec une telle pluie, tente de l'avertir : les gens du coin évitent d'emprunter cette route par mauvais temps. Lorsqu'elle se rend à l'épicerie, l'épicier lui tient le même discours : des choses se racontent sur cette route. Ignorant sa mise en garde, Ethel Sloane lui assure qu'elle sera prudente.
Tandis qu'elle remonte la colline sur la route des Sanderson en voiture, elle croise au bord de la chaussée une vieille femme et un enfant pieds nus qui attendent sous la pluie. Elle s'arrête et leur ordonne de monter avec elle. Après avoir insisté plusieurs fois sans toutefois recevoir de réponse, les deux personnages finissent par s'asseoir sur la banquette arrière de sa voiture : la vieille femme demande alors à ce qu'on les amène chez les Sanderson. Décontenancée, Mrs Sloane les conduit tant bien que mal sur la route difficile jusqu'au sommet de la colline, et lorsqu'elle se retourne pour leur demander où les déposer, elle réalise que les deux passagers ont disparu.
Le soir même, elle raconte sa mésaventure avec son mari, Jim Sloane, qui peine à la croire. Il lui avoue alors avoir entendu parler d'une histoire, au village, que tous les habitants connaissent : celle du petit Sanderson, qui vivait ici-même, et qui aurait été enlevé soixante ans plus tôt par une vieille folle. Grisée par cette histoire et par l'idée d'avoir croisé de véritables fantômes, Ethel Sloane fait le choix le lendemain d'aller raconter son aventure aux locaux en espérant glaner quelques détails sur cette affaire. Son mari, inquiet, lui prie de s'abstenir, mais elle ne l'écoute pas. Ainsi, tandis qu'elle reprend sa voiture et redescend la route des Sanderson, les deux passagers réapparaissent sur sa banquette arrière. Effrayée, Mrs Sloane leur demande ce qu'ils veulent ; la vieille femme lui répond qu'il y a des étrangers dans leur maison, qu'ils doivent rentrer, mais qu'ils ne pourront rentrer que lorsque les étrangers seront partis. À l'instant où la voiture atteint un petit pont, la boue et la pluie font déraper les pneus, et Mrs Sloane fait une sortie de route en manquant de tomber dans le ruisseau. Les fantômes ont de nouveau disparu, et elle se met à pleurer, persuadée qu'ils ont tenté de l'entraîner avec eux.
Une fois arrivée au village, l'employé de la quincaillerie s'inquiète de son état, et Mrs Sloane lui confesse qu'elle a failli avoir un accident sur la vieille route des Sanderson. Pendant un instant, elle hésite à tout lui raconter, mais s'abstient. L'employé lui avoue que la route a mauvaise réputation, puis lui demande si elle et son mari seront présents à la kermesse de l'école le lendemain. Mrs Sloane répond que oui.

## Thème
La nouvelle traite de la difficulté d'intégration dans un nouvel environnement, et plus particulièrement rural, où la sociabilité avec les locaux ne peut être vraiment tissée qu'en partageant avec eux un passé folklorique ou une vieille blessure locale.

## Analyse
La caractérisation du personnage d'Ethel Sloane, dans cette nouvelle, se fait par sa recherche désespérée de faire partie de la nouvelle communauté au sein de laquelle elle a emménagé : sa place de citadine et aisée l'empêche complètement d'être reconnue par les autochtones, et seule son interaction avec deux fantômes lui permet de partager l'histoire et le passé des locaux, et donc d'être enfin acceptée parmi eux. Comme un rituel implicite par lequel les Sloane seraient obligés de passer, Mrs Sloane ne fait partie de la communauté qu'à partir du moment où elle accepte le non-dit d'une vieille blessure enfouie : la disparition du petit Sanderson soixante ans auparavant. Ce non-dit, qu'elle assimile aussitôt l'expérience effrayante vécue, agit comme une sorte de pacte avec les autres habitants, qui consentent alors à l'accueillir parmi eux.
Cette idée de « pacte implicite » et d'insertion de personnages dans un environnement qui n'est pas le leur se retrouve dans d'autres nouvelles de Jackson, notamment La Loterie ou encore Les Vacanciers (où, justement, les personnages n'arrivent pas conclure ce pacte implicite avec les locaux et en pâtissent). Les protagonistes, qui représentent une classe (ou une « tribu ») aisée et urbaine, sont ainsi déportés dans un domaine qui leur est étranger (rural et traditionnel) et où ils doivent faire leur preuve pour espérer être acceptés et assimilés.
Cette « transplantation », selon les mots de Miles Hyman, fait écho à la situation de Shirley Jackson, intellectuelle issue de la haute société californienne, qui s'est retrouvée au cœur d'une Nouvelle-Angleterre rurale, close et conformiste lors de son arrivée à North Bennington en avec sa famille 1945,,,.
À la maison exploite aussi la figure de l'auto-stoppeuse fantôme et de la route hantée. L'auto-stoppeur représente le danger de sortir des sentiers battus, chose que le personnage d'Ethel Sloane fait en quittant la ville pour s'installer à la campagne. Ce passage hors de sa zone de confort — et cette rencontre avec deux fantômes — met en jeu son propre bien-être, mais lui permet finalement de devenir une personne plus humble et plus à même de comprendre la communauté dans laquelle elle tente de s'insérer.

## Édition française
À la maison est traduite pour la première fois en français par Fabienne Duvigneau avec la parution du recueil La Loterie et autres contes noirs par les éditions Payot et Rivages dans leur collection Rivages/Noir en 2019.

### Liens
- Ressource relative à la littérature :   - Internet Speculative Fiction Database